# تراموا دبی
تراموا دبی (عربی: ترام دبي) سیستم تراموا در دبی، امارات متحده عربی است.
این تراموا که در سال ۲۰۱۴ میلادی تأسیس شده هم‌اکنون دارای ۱ خط، ۱۱ ایستگاه و ۱۰٫۶ کیلومتر طول می‌باشد.